# Nu metal
Nu metal (znany również jako nu-metal i aggro-metal) – odmiana alternatywnego metalu, która łączy w sobie elementy heavy metalu z elementami innych gatunków muzycznych jak hip-hop, rock alternatywny, funk i grunge. W nu metalu rzadko występują solówki gitarowe; gatunek jest mocno synkopowany. Wielu nu metalowych gitarzystów używa nisko strojonych siedmiostrunowych gitar. W składach zespołów czasem występują DJ-e, wzbogacający warstwę instrumentalną o sample, scratche i elektroniczne tło. Style wokalne w nu metalu to śpiew, rapowanie, growl i scream.
Nu Metal stał się popularny w latach 90. dzięki zespołom i artystom takim jak Korn, Deftones, Slipknot, Limp Bizkit i System of a Down. Popularność nu metalu trwała w pierwszych latach XXI wieku, za sprawą między innymi Papa Roach, Staind i P.O.D. i doszła do szczytu dzięki świetnie sprzedającemu się albumowi Linkin Park – Hybrid Theory. Jednak w połowie pierwszej dekady XXI wieku, przesycenie zespołami połączone ze średniej jakości albumami doprowadziło do spadku popularności gatunku, a wiele zespołów porzuciło numetalowe brzmienia na rzecz innych gatunków muzycznych.